# Тутмос III
Тутмос III або Мінхеперра — шостий фараон XVIII династії єгипетських фараонів (1490, фактично 1468—1436 до н. е.; за іншими даними, 1479—1425 до н. е., 1503—1447 до н. е. або 1525—1471 до н. е.). У 1503 році вів завойовницькі війни; за час свого правління здійснив ряд походів, головним чином у Палестину і Сирію. В історії відомий як перший полководець, що здійснив наступ за заздалегідь наміченим планом. Характерною рисою його воєнного мистецтва було намагання не розпилювати свої сили, а завдавати послідовних і зосереджених ударів по найважливіших стратегічних пунктах противника. Маючи в своєму розпорядженні досить численну (до 12 тис. вояків) і гарно організовану армію озброєну бойовими колісницями, Тутмос III в 1492—1491 роках до н. е. завдав поразки Мітанні і захопив її землі на захід від Євфрата, здобув перемоги при Мегіддо, Кадеші, Кархемиші та інші. Внаслідок переможних походів Тутмоса III Єгипет розширив свої кордони і перетворився на могутню державу. Залежними від Єгипту стали Лівія, Ассирія, Вавилонія, Хеттське царство і острів Крит, які платили йому данину.

## Ім'я
Ім'я Тутмос (Thutmosis або Thutmoses) є давньогрецьким варіантом вимови єгипетського імені Джехутімесу — «бог Тот народжений» (іноді перекладається як «народжений Тотом»). Як тронне Тутмос III використовував ім'я Менхеперра (Мінхеперра), яке передається в «Амарнських листах» як Манахбірія, або Манахпірра.

## Сім'я
Тутмос III був сином фараона Тутмоса II (правив у 1494—1490 роках до н. е.), одруженого зі своєю зведеною сестрою Хатшепсут, і наложницею (або другорядною дружиною) низького походження Ісідою. Таким чином, Тутмос III був пасинком і племінником цариці Хатшепсут (тронне ім'я Мааткара), яка одноосібно правила в 1490/1489—1468 до н. е. Хатшепсут була четвертою (і єдиною, що залишилась в живих) дочкою Тутмоса I і цариці Яхмос, що робило її прямою спадкоємицею престолу за традицією XVIII династії.
Після ранньої смерті свого батька малолітній Тутмос III був проголошений новим фараоном, а Хатшепсут — його регентом. Ставши фараоном, юний Тутмос III продовжував виховуватися при храмі Амона у Фівах в дусі шани до релігії і, ймовірно, отримав якісну освіту. Ще в дитинстві новий фараон одружився зі старшою дочкою Хатшепсут Нефрура, котра не дожила до повноліття. Тому головною дружиною Тутмоса III стала друга дочка Хатшепсут — Мерітра-Хатшепсут (втім, деякі дослідники заперечують материнство цариці у відношенні до Мерітри).

## Тутмос і Хатшепсут
3 травня 1489 року до н. е., тобто через 18 місяців після сходження на престол, малолітній фараон, виконуючи одночасно ритуальні функції жреця Амона в головному храмі бога у Фівах, був усунутий від трону легітимістською партією, яка посадила на престол спадкоємицю стародавньої царської крові Хатшепсут. Під час церемонії в храмі верховного бога Амона жерці, що несли барку зі статуєю верховного бога, опустились на коліна прямо біля цариці, що було розцінено фіванським оракулом як благословення Амона новому правителю Єгипту.
Хатшепсут, спираючись на підтримку фаворита і зодчого Сенмута, бідного провінційного чиновника за походженням, а також багатьох представників «інтелектуальної еліти», в тому числі архітекторів Туті та Інені, темношкірого генерала Нехсі, і Хапусенеба, візира і первосвященика Амона, проводила активну політику з укріплення внутрішнього становища Єгипту. Наділена визначними політичними здібностями і надзвичайним розумом, жінка-фараон відновлювала зруйновані гіксосами монументи в Карнаці й Луксорі та збудувала власний грандіозний храм у Дейр ель-Бахрі (поблизу Фів). Крім того, сучасні дослідження довели, що Хатшепсут (котрій раніше приписували пасивну і миролюбиву зовнішню політику, в результаті чого сили Єгипту послабились на міжнародній арені) особисто очолила військові походи (в тому числі перший з двох походів до Нубії) і контролювала Південну Сирію і Палестину. Однак найвідомішою зовнішньоїполітичною акцією Хатшепсут було спорядження в 1482/1481 році до н. е. експедиції в Пунт (Східна Африка).
Ще за життя Хатшепсут Тутмос III був допущений до командних постів в єгипетській армії. Ймовірно, він очолив ряд походів на Синай, Нубію і Палестину, в яких вперше проявився його полководницький талант. Підтримка Тутмоса III армією змушувала царицю зважати на усунутого від державного правління фараона.
Після смерті Хатшепсут на початку 1468 року до н. е. Тутмос, щоб помститися за позбавлення влади, наказав знищити усі відомості про Хатшепсут і всі її зображення, однак не завдав серйозної шкоди поминальному храму Хатшепсут у Дер-ель-Бахрі — було розбито декілька розміщених у храмі статуй цариці, втім сама будівля не постраждала. Тридцятиметрові обеліски Хатшепсут у Карнаку були закладені кам'яною кладкою, а її ім'я вирішили пустити в непам'ять — воно вибивалось з картушу і замінялось іменами Тутмоса I, Тутмоса II і Тутмоса III. Знищення імені в Стародавньому Єгипті прирівнювалось до прокляття, тому фараони початку XVIII династії витирали всі написи, що належали до періоду гіксосських царів, так само, як і Хоремхеб, прокляв Ехнатона, видовбуванням імені «Угодного Атону» із царських картушів прагнув знищити відомості про існування своєї релігійної реформи.
Плутанина з картушами Хатшепсут, замінених на картуші її батька, чоловіка і пасинка, призвела до створення німецьким єгиптологом Куртом Зете теорії, яка пояснювала події правління цариці міжусобицями між Тутмосом I і Тутмосом II з одного боку, і Тутмосом III і Хатшепсут, — з іншого. Репресій зазнали також найближчі соратники цариці, в тому числі покійний Сенмут, чия гробниця була зруйнована, і Туті, якого на посту головного архітектора і начальника ремісників замінив ставленик фараона Менхеперрасенеб («Менхеперра живий і здоровий»), також зайняв пост начальника золотої і срібної скарбниці.
Втім, паралельно із загальноприйнятою версією про помсту Тутмоса III, існує альтернативна точка зору на причину переслідування пам'яті його попередниці — ймовірно, ці дії були необхідними фараону лише для того, щоб довести легітимність свого правління. Цю гіпотезу частково підтверджують і нещодавні дослідження, проведені різними науковцями на чолі з Чарльзом Німсом і Пітером Дорманом. Ці дослідники, вивчивши зруйновані зображення і написи, дійшли до висновку, що пам'ятники часів Хатшепсут могли бути пошкоджені після 42-го року правління Тутмоса III, а не в районі 22-го, як вважалось раніше, що спростовує відому теорію про помсту фараона-завойовника своїй мачусі-узурпатору. Таким чином, виявляється цілком імовірним, що Тутмос III, дотримуючись поради прибічників, був змушений ліквідувати сліди правління Хатшепсут через доволі консервативну ієрархічну політичну систему Стародавнього Єгипту, яка дозволяла керувати державою тільки чоловікам. Дійсно, до самого початку правління македонської династії Птолемеїв повновладними правителями Єгипту, окрім Хатшепсут, було всього декілька жінок — Нітокріс (Нейтикерт) наприкінці Стародавнього царства, Нефрусебек (Себекнефрура) наприкінці Среднього царства і Таусерт наприкінці XIX династії. Всі вони приходили до влади в критичні періоди єгипетської історії, коли ускладнювалась проблема отримування престолу у спадок, і правили недовго. Тому довготривале і успішне правління Хатшепсут порушувало традицію і не вписувалось в офіційний канон розвитку давньоєгипетської цивілізації.
Дискутуючи відносно причин посмертних гонінь на жінку-фараона, окремі єгиптологи навіть відмовляють їм у системності, висуваючи гіпотезу про те, що її картуші могли постраждати внаслідок атоністичного релігійного перевороту Ехнатона: частина царського імені цариці, Хенеметамон, містила в собі ім'я Амона, отже, підлягала забороні та знищенню. Сеті I, що відновлював пам'ятники XVIII династії, ушкоджені при «царі-єретику», в силу традиції на місце стертих картушів міг вписувати імена не самої цариці, а її найближчих родичів.
У світлі дискусії відносно стосунків Тутмоса III і Хатшепсут особливого значення набуває нещодавнє відкриття дев'яти золотих картушів, які включають як ім'я Хатшепсут, так й ім'я Тутмоса, поблизу одного із обелісків навколо храму Хатшепсут у Луксорі.

## Тутмос III в битві при Мегіддо
Ставши одноосібним правителем, Тутмос відразу ж розпочав активну воєнну діяльність. Навесні 1468 року до н. е. він виступив із військом, чисельність якого оцініють в 10 000 — 25 000 солдатів, із прикордонної фортеці Джару в похід проти повстанців близько 1472 року до н. е. (точну дату встановити досить складно, але в 1475 до н. е. Східне Середземномор'я ще підпорядковувалось владі Хатшепсут) правителів Сирії і Палестини (Ханаана) на чолі з Дурушею, царем Кадеша, ймовірно, спадкоємцем гіксосів, через те, що Єгипет розглядав втихомирення заколотників як останній крок щодо знищення гіксоської навали. Вперше після відновлення єгипетської незалежності державі довелось зустрітися вже не із розрізненим опором окремих князів, як це було при попередниках Тутмоса III, в тому числі при Тутмосі I, а з великою коаліцією, при цьому ще і підкріпленою, ймовірно, військовою допомогою переднеазійських країн. Лояльними до єгипетської влади залишились лише деякі міста Південної Палестини, в тому числі Шарухен, в якому розгорілося протистояння між проєгипетськими і промітаннійськими силами.
Фараон не прислухався до поради своїх воєначальників і обрав найкоротший, але одночасно і найнебезпечніший, із трьох шляхів руху до Аруни — через гірський перевал вузькою ущелиною, якою єгиптяни рухались вузькою колоною, очолюваною фараоном. Тим не менш, таке рішення тільки увело в оману ворога, який розраховував, що єгиптяни прямуватимуть Танаахською дорогою, а на весь шлях від Джару до Мегіддо було витрачено всього 21 день.